# Plavuša (biljke)
Plavuša (ageratum; lat. Ageratum) je biljni rod iz porodice glavočika smješten u podtribus Ageratinae. Rod je raširen poglavito po Americi te zapadnoj Himalaji. Postoji 40 vrsta, uglavnom jednogodišnje raslinje i polugrmovi.

## Opis
Ageratum uključuje oko 40 vrsta prvenstveno iz Meksika i Srednje Amerike. Razlikovne značajke roda uključuju velike dodatke prašnika, papus od ljuski ili krunast, ali bez čekinja, i relativno veliki karpopodij.

## Vrste
1. Ageratum albidum Hemsl.
2. Ageratum ballotifolium (Maguire, Steyerm. & Wurdack) R.M.King & H.Rob.
3. Ageratum candidum G.M.Barroso
4. Ageratum chiriquense (B.L.Rob.) R.M.King & H.Rob.
5. Ageratum chortianum Standl. & Steyerm.
6. Ageratum conyzoides L.
7. Ageratum cordatum (S.F.Blake) L.O.Williams
8. Ageratum corymbosum Zuccagni
9. Ageratum echioides Hemsl.
10. Ageratum elassocarpum S.F.Blake
11. Ageratum ellipticum B.L.Rob.
12. Ageratum fastigiatum (Gardner) R.M.King & H.Rob.
13. Ageratum gaumeri B.L.Rob.
14. Ageratum grossedentatum Rzed.
15. Ageratum guatemalense M.F.Johnson
16. Ageratum hondurense R.M.King & H.Rob.
17. Ageratum houstonianum Mill.
18. Ageratum iltisii R.M.King & H.Rob.
19. Ageratum koulianum Bhellum
20. Ageratum littorale A.Gray
21. Ageratum lundellii R.M.King & H.Rob.
22. Ageratum maritimum Kunth
23. Ageratum microcarpum (Benth.) Hemsl.
24. Ageratum microcephalum Hemsl.
25. Ageratum molinae R.M.King & H.Rob.
26. Ageratum munaense R.M.King & H.Rob.
27. Ageratum myriadenium (Baker) R.M.King & H.Rob.
28. Ageratum oerstedii B.L.Rob.
29. Ageratum paleaceum (J.Gay ex DC.) Hemsl.
30. Ageratum peckii B.L.Rob.
31. Ageratum petiolatum (Hook. & Arn.) Hemsl.
32. Ageratum platylepis (B.L.Rob.) R.M.King & H.Rob.
33. Ageratum platypodum B.L.Rob.
34. Ageratum riparium B.L.Rob.
35. Ageratum rugosum J.M.Coult.
36. Ageratum salvanaturae B.Smalla & N.Kilian
37. Ageratum solisii B.L.Turner
38. Ageratum standleyi B.L.Rob.
39. Ageratum tehuacanum R.M.King & H.Rob.
40. Ageratum tomentosum (Benth.) Hemsl.